# Crystal Dangerfield
Crystal Dangerfield (* 11. Mai 1998 in Murfreesboro, Tennessee) ist eine US-amerikanische Basketballspielerin.

## Karriere
Vor ihrer professionellen Karriere in der WNBA spielte Dangerfield von 2016 bis 2020 College-Basketball für die UConn Huskies in der Liga der National Collegiate Athletic Association (NCAA).
Beim WNBA Draft 2020 wurde sie an 16. Stelle von den Minnesota Lynx ausgewählt, für die sie von 2020 bis 2021 spielte. Aufgrund ihrer herausragenden Leistung während ihrer Rookie-Saison wurde Dangerfield im Jahr 2020 mit dem WNBA Rookie of the Year Award ausgezeichnet. In der Saison 2021 stand sie bei Indiana Fever unter Vertrag. Ab der Saison 2022 stand sie im Kader der New York Liberty.
Am 16. Januar 2023 wurde sie in einem Dreier-Trade an die Dallas Wings abgegeben. Am 4. Mai 2024 transferierten die Dallas Wings Dangerfield gegen einen WNBA Draft für 2025 zu Atlanta Dream. Dort wurde sei nach 15 Spielen  am 26. Juni 2024 entlassen.
Am 4. Juli 2024 unterzeichnete sie zunächst einen 7-Tage Härtevertrag mit den Los Angeles Sparks und am 13. Juli 2024 einen zweiten 7-Tage Härtevertrag.